# شيمادا (شيزوكا)
مدينة شيمادا (بالإنجليزية: Shimada)‏ هي أحد المدن التابعة لمحافظة شيزوكا. تأسست رسميًا في 01/01/1948. ويقدر عدد سكانها بـ 95762 نسمة حسب تقدير مكتب الإحصاء الياباني لعام 2012. تبلغ مساحة شيمادا 195.4 كم2. بكثافة سكانية تبلغ 490 نسمة/كم2.

## توأمة
لشيمادا (شيزوكا) اتفاقيات توأمة مع كل من:
- Brienz [الإنجليزية]‏
- نودا

## أعلام
- ياسواكي شيميزو
- كايوكو كيشيموتو
- ماساكي ياماموتو
- تيتسويا بيسو
- أتسوشي كوباياشي

## وصلات خارجية
- الموقع الرسمي لمدينة شيمادا
- مكتب الإحصاءات